# PrimaLoft
PrimaLoft je obchodní značka izolačního materiálu z umělých vláken a jméno výrobce izolací a funkčních textilií

## Historie Primaloftu
Vlákno PrimaLoft bylo v 80. letech 20. století původně vyvinuto jako alternativa k výplňovému peří pro potřeby americké armády. Výsledný produkt „Synthetic Down“ však nebyl pro armádu dostačující, příslušný patent koupila  firma Albany International a založila v roce 1986 dceřinou společnost PrimaLoft. Tato začala vyrábět technologií PrimaLoft P.U.R.E. vlákno a technologií PrimaLoft BIO kompletní izolační materiál s výplní z polyesterových vláken.
V roce 2012 koupila firmu PrimaLoft (za 38 milionů USD) společnost Prudential  Capital Partners se sídlem v Latham, N.Y. v USA. Od ledna 2020 prodává PrimaLoft systematicky licence na její výrobní technologie a na použití jejich materiálů v cizích výrobcích. Do roku 2022 byly celosvětově textilie PrimaLoft obsaženy ve více než 950 značkových výrobcích pro outdoorové, pracovní, bytové i vojenské použití.
V červenci 2022 koupila investorská společnost CODI Primaloft za 520 milionů USD.
V roce 2023 zaměstnává Primaloft 55 lidí, obchodní obrat se odhaduje na 7,5 milionů USD.

## Druhy a vlastnosti primaloftu

### Vlákna
Např. dánská firma Fiberpartner vyrábí od roku 2020 v licenci Primaloftu:

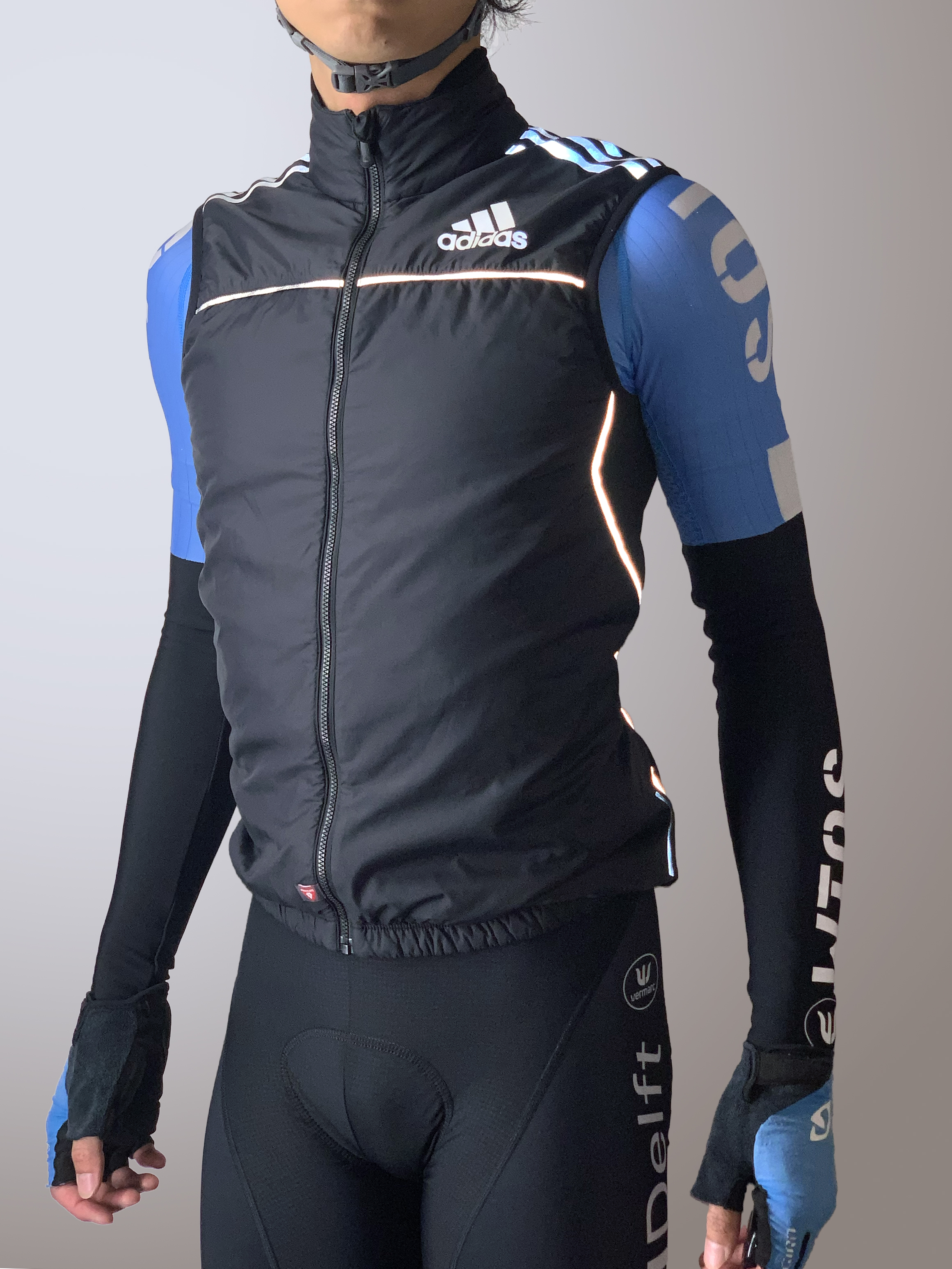
Speciální zateplovačka z primaloftu pro cyklisty

| Značka               | Materiálové složení (%)             | Tvar průřezu   | Tloušťka (dtex) | Stříž (mm) | Použití                                                     |
| -------------------- | ----------------------------------- | -------------- | --------------- | ---------- | ----------------------------------------------------------- |
| Bio Solid Micro      | recyklovaný/ nový polyester (50/50) | okrouhlý       | 0,55-17         | 6-51       | proplety, spunlace, výplně                                  |
| Bio Low Melt         | nový polyester biolog. odbouratelný | okrouhlý       | 1,8-13,5        | 32-51      | těsnění, izolace, ohnivzdorná varianta                      |
| Bio HCSBio           | polyester                           | okrouhlý, dutý | 1,4-18          | 32-76      | mnohostranné použití                                        |
| Biobased Polyolefine | polyethylen/rec. polyester (50/50)  | okrouhlý       | 1,4             | 6 a 38     | jednorázové použití (pleny, utěrky, obaly potravin), filtry |

### Termální izolace

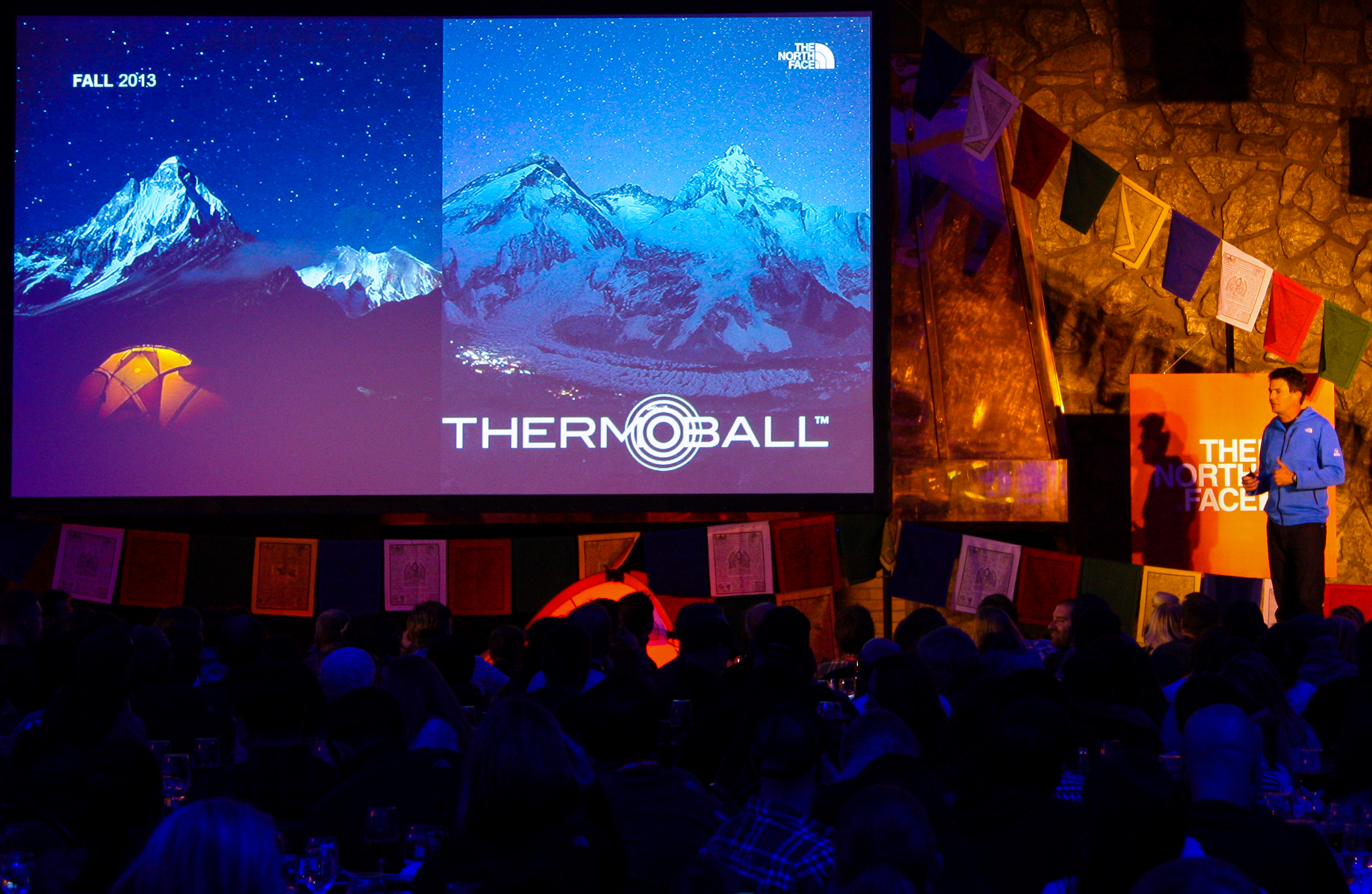
Reklamní akce k propagaci výrobků z thermoballu (Squaw Valley 2012)

Např. technologie ThermoBall (výrobek s primaloftovou výplní):
Rouno z primaloftových vláken je prošité tak, že se vytvoří speciálně tvarované malé kapsy s hustými chomáči vláken, které se zaplňují ohřátým vzduchem (od lidského těla). Praní hotovým výrobkům neškodí.
V roce 2015 byla porovnána hřejivost 8 prošívaných bund s péřovou výplní s 1 bundou s thermoballovou výplní.  Prošívané bundy s izolací z primaloftu měly podšívku i plášť z polyamidové tkaniny cca 35 g/m².
Bunda s termoballovou izolací měla asi o 9 % nižší hřejivost než špičkové výrobky s péřovou výplní.
Hřejivost (objem/hmotnost): 
Výplň bund z husího peří 800 cuin,  4 x prané = 536 m².°C/W.kg
Výplň bundy z thermoballu = 60 g primaloftu, nepraná = 491 m².°C/W.kg